# Tiquilia dichotoma
Tiquilia dichotoma là loài thực vật có hoa trong họ Mồ hôi. Loài này được (Ruiz & Pav.) Pers. miêu tả khoa học đầu tiên năm 1805.